# Huân chương Việt Nam

Quốc huy của nước Cộng hòa Xã hội Chủ nghĩa Việt Nam.

Huân chương Việt Nam là vật phẩm đặc biệt do Nhà nước Việt Nam đặt ra để ghi nhận và tặng thưởng cho các tập thể và cá nhân (kể cả tập thể và cá nhân nước ngoài) có thành tích, cống hiến cho sự nghiệp xây dựng và bảo vệ Tổ quốc Việt Nam. Các tập thể và cá nhân có thành tích, cống hiến trong từng thời kỳ khác nhau được xét theo những tiêu chuẩn khen thưởng cụ thể để được tặng thưởng huân chương phù hợp.
Luật Thi đua - Khen thưởng quy định: huân chương để tặng hoặc truy tặng cho cá nhân, tặng cho tập thể có công trạng, lập được thành tích thường xuyên hoặc đột xuất, góp phần vào sự nghiệp xây dựng và bảo vệ Tổ quốc. Huân chương gồm có: cuống huân chương, dải huân chương và thân huân chương. Hình thức các loại, hạng huân chương được phân biệt bằng màu sắc, số sao, số vạch trên dải và cuống huân chương. Thẩm quyền tặng, truy tặng huân chương do Chủ tịch nước quyết định.

## Lịch sử
Trước năm 1977, các huân chương Việt Nam được trao bởi cả chính phủ ở miền Bắc Việt Nam (Việt Nam Dân chủ Cộng hòa) và chính thể ở miền Nam Việt Nam (Mặt trận Dân tộc Giải phóng miền Nam Việt Nam và Cộng hòa Miền Nam Việt Nam). Đối với nhà nước Việt Nam Dân chủ Cộng hòa trước đây và nay là Cộng hòa Xã hội chủ nghĩa Việt Nam, huân chương được trao chủ yếu chia làm 2 thời kỳ bởi cột mốc ngày 1 tháng 7 năm 2004 khi Luật Thi đua, Khen thưởng bắt đầu có hiệu lực.

### Chính phủ Việt Nam

#### Trước ngày 1 tháng 7 năm 2004
Trước khi Luật Thi đua - Khen thưởng có hiệu lực, có tất cả 10 loại huân chương được trao lần lượt là
1. Huân chương Sao Vàng
2. Huân chương Hồ Chí Minh
3. Huân chương Độc lập
4. Huân chương Quân công
5. Huân chương Lao động
6. Huân chương Kháng chiến
7. Huân chương Quân giải phóng Việt Nam
8. Huân chương Chiến thắng
9. Huân chương Chiến công
10. Huân chương Chiến sĩ vẻ vang

Ngoại trừ Huân chương Sao Vàng và Huân chương Hồ Chí Minh, các huân chương từ Độc lập đến Chiến sĩ vẻ vang đều chia làm 3 hạng Nhất, Nhì, Ba và được phân biệt bằng số sao hoặc vạch trên dải và cuống huân chương:
- Hạng Nhất: 3 sao hoặc 3 vạch
- Hạng Nhì: 2 sao hoặc 2 vạch
- Hạng Ba: 1 sao hoặc 1 vạch

Trường hợp có cả sao và vạch thì lấy số sao để phân hạng. 
Huân chương Sao vàng không có dải.

#### Sau ngày 1 tháng 7 năm 2004
Theo Điều 33 của Luật Thi đua - Khen thưởng thì Huân chương của nước Cộng hòa Xã hội Chủ nghĩa Việt Nam gồm 10 loại sau:
- 5 loại không chia hạng
  - Huân chương Sao vàng
  - Huân chương Hồ Chí Minh
  - Huân chương Đại đoàn kết dân tộc
  - Huân chương Dũng cảm
  - Huân chương Hữu nghị
- 5 loại chia hạng:
  - Huân chương Độc lập
  - Huân chương Quân công
  - Huân chương Lao động
  - Huân chương Bảo vệ Tổ quốc
  - Huân chương Chiến công

Loại có chia hạng đều được chia làm ba hạng và được phân biệt bằng số sao gắn trên cuống, trên dải Huân chương.
- Hạng nhất: 3 sao
- Hạng nhì: 2 sao
- Hạng ba: 1 sao

### Chính phủ miền Nam Việt Nam
Huân chương ở miền Nam Việt Nam từng được trao bởi 3 chính thể bao gồm Mặt trận Dân tộc Giải phóng miền Nam Việt Nam (1960–1969), Chính phủ Cách mạng lâm thời Cộng hòa miền Nam Việt Nam (1969–1976) và Cộng hòa Xã hội chủ nghĩa Việt Nam (1976–1977), gồm có 7 loại huân chương sau:
1. Huân chương Tổ quốc
2. Huân chương Thành đồng
3. Huân chương Quân công giải phóng
4. Huân chương Quyết thắng
5. Huân chương Chiến công giải phóng
6. Huân chương Giải phóng
7. Huân chương Chiến sĩ giải phóng

Ngoại trừ Huân chương Tổ quốc, 6 loại huân chương còn lại đều chia làm 3 hạng và được phân biệt bằng số sao hoặc vạch trên dải và cuống huân chương tương tự các loại huân chương được trao bởi chính phủ Việt Nam. 

## Danh sách
Danh sách dưới đây bao gồm cả Danh hiệu vinh dự Nhà nước và Huân chương.
| Hình                       | Tên                                  | Dải                        | Ra đời                     | Tiêu chí |
| Danh hiệu vinh dự Nhà nước | Danh hiệu vinh dự Nhà nước           | Danh hiệu vinh dự Nhà nước | Danh hiệu vinh dự Nhà nước | Danh hiệu vinh dự Nhà nước |
| -------------------------- | ------------------------------------ | -------------------------- | -------------------------- | --- |
|                            | Bà mẹ Việt Nam anh hùng              |                            | 29 tháng 8, 1994           | Tặng hoặc truy tặng những phụ nữ Việt Nam có nhiều cống hiến, hi sinh vì sự nghiệp giải phóng dân tộc, bảo vệ tổ quốc và làm nghĩa vụ quốc tế. |
|                            | Anh hùng Lực lượng vũ trang nhân dân |                            | 1955                       | Danh hiệu vinh dự cao nhất của nhà nước Việt Nam dành cho các đơn vị hoặc cá nhân đã lập được "thành tích đặc biệt xuất sắc trong chiến đấu, phục vụ chiến đấu và công tác, tiêu biểu cho chủ nghĩa anh hùng cách mạng trong sự nghiệp giải phóng dân tộc, bảo vệ Tổ quốc, bảo vệ nhân dân". Tiền thân của danh hiệu này là các danh hiệu Anh hùng quân đội và Anh hùng lực lượng vũ trang giải phóng miền Nam. |
|                            | Anh hùng Lao động                    |                            | 1970                       | Tặng cho những tập thể hoặc cá nhân lập được thành tích đặc biệt xuất sắc trong sản xuất và công tác. |
| Huân chương                |                                      |                            |                            | |
|                            | Huân chương Sao vàng                 |                            | 6 tháng 6, 1947            | Huân chương cao quý nhất của nhà nước Việt Nam, dành tặng cho cá nhân hoặc tập thể có công lao to lớn, đặc biệt xuất sắc trong sự nghiệp cách mạng của Đảng Cộng sản Việt Nam và của dân tộc Việt Nam. |
|                            | Huân chương Hồ Chí Minh              |                            | 6 tháng 6, 1947            | Tặng cho tập thể hoặc cá nhân có công lao to lớn hoặc thành tích xuất sắc trong nhiều lĩnh vực. |
|                            | Huân chương Độc lập                  |                            | 6 tháng 6, 1947            | Tặng cho tập thể hoặc cá nhân có công lao to lớn hoặc thành tích xuất sắc trong nhiều lĩnh vực, chia làm 3 hạng. |
|                            | Huân chương Quân công                |                            | 15 tháng 5, 1947           | Tặng cho đơn vị hoặc cá nhân trong các Lực lượng vũ trang nhân dân Việt Nam lập được chiến công lớn, được chia làm 3 hạng. |
|                            | Huân chương Lao động                 |                            | 1/5/1950                   | Tặng cho cá nhân, hoặc tập thể có thành tích xuất sắc trong lao động, sáng tạo, xây dựng Tổ quốc, chia làm 3 hạng. |
|                            | Huân chương Bảo vệ Tổ quốc           |                            | 26/11/2003                 | Tặng cho cá nhân hoặc tập thể có thành tích trong huấn luyện, xây dựng lực lượng, củng cố nền quốc phòng toàn dân và an ninh nhân dân. Được chia làm 3 hạng. |
|                            | Huân chương Chiến công               |                            | 15/5/1947                  | Huân chương Chiến công để tặng cho đơn vị, tặng và truy tặng cho cá nhân trong các Lượng lượng vũ trang nhân dân lập được chiến công. Vào những dịp tổng kết, Huân chương Chiến công để tặng cho những đơn vị và cá nhân có nhiều công lao trong sự nghiệp xây dựng Lực lượng vũ trang nhân dân, củng cố quốc phòng.                                                                                            |
|                            | Huân chương Đại đoàn kết dân tộc     |                            | 26/11/2003                 | Tặng cho cá nhân có quá trình cống hiến, có công lao to lớn, thành tích đặc biệt xuất sắc trong sự nghiệp xây dựng khối đại đoàn kết dân tộc. |
|                            | Huân chương Dũng cảm                 |                            | 26/11/2003                 | Tặng cho cá nhân có hành động dũng cảm cứu người, cứu tài sản của Nhà nước, của nhân dân. |
|                            | Huân chương Hữu nghị                 |                            | 26/11/2003                 | Tặng cho cá nhân hoặc tập thể người nước ngoài có những đóng góp to lớn trong xây dựng, củng cố và phát triển tình hữu nghị giữa Việt Nam và các nước trên thế giới. |